# Erkki Tuomioja
Erkki Tuomioja é um político finlandês, do Partido Social Democrata da Finlândia.
Nasceu em Helsínquia, na Finlândia, em 1946.

Foi deputado do Parlamento da Finlândia - o Eduskunta - em 1970 – 1979 e em 1991 -. 

Foi Ministro do Comércio e da Indústria em 1999 – 2000, e Ministro dos Negócios Estrangeiros em 2000 – 2007. 
Voltou a ser Ministro dos Negócios Estrangeiros no Governo Katainen, desde 2011.